# Чистая Поляна
Чи́стая Поля́на — село в Рамонском районе Воронежской области. Административный центр Чистополянского сельского поселения.
Население — 499 чел. (2010).

## География
Село расположено в западной части Рамонского района Воронежской области. Преобладает чернозёмный тип почвы, поэтому здесь развиты животноводство и земледелие. В северной части населенного пункта протекает река Камышовка.

### Улицы
| - ул. Веселая - ул. Колхозная - ул. Кустовая - ул. Лесная - ул. Луговая - ул. Майская | - ул. Набережная - ул. Октябрьская - ул. Парижской Коммуны - ул. Придорожная - ул. Садовая - ул. Северная | - ул. Солнечная - ул. Терновская - ул. Центральная - ул. Школьная - ул. Юбилейная |

## История
Село Чистая Поляна ранее было известно, как хутор в Чистополянском логу, который возник в конце XVII века. Название хутора связано с отсутствием растительности в этих местах. С 1879 года населенный пункт приобрел статус села.
До Великой Отечественной войны здесь наблюдался рост численности населения. В 1900 году в Чистой Поляне проживало 1283 человека. Летом 1942 года в селе шли ожесточенные бои с немецкими войсками, которые направлялись к Сталинграду. До января 1943 года село было оккупировано. 319 жителей Чистой Поляны погибли или пропали без вести. На месте церкви, разрушенной фашистами, в 1945 году была построена школа.

## Население
| 1859 | 1897  | 1900  | 2005 | 2010 |
| ---- | ----- | ----- | ---- | ---- |
| 691  | ↗1278 | ↗1283 | ↘586 | ↘499 |

## Достопримечательности
На территории села расположена братская могила погибшим воинам в годы Великой Отечественной войны.